# 함안 조안 묘역
함안 조안 묘역(咸安 趙安 墓域)는 대한민국 경상남도 함안군 군북면 하림리에 있는 함안 조씨의 묘역으로, 조안(趙安)의 묘를 포함하여 모두 10기의 묘가 있다. 1977년 6월 21일 경상남도의 기념물 제34호 조안묘소으로 지정되었다가, 2018년 12월 20일 현재의 명칭으로 변경되었다.

## 개요
경상남도 함양군 군북면 하림리에 있는 함안 조씨의 묘역으로, 조안(趙安)의 묘를 포함하여 모두 10기의 묘가 있다.
이 중 조열(趙悅)은 고려시대에 공조전서를 지낸 충신으로, 고려가 망하고 이성계가 정권을 잡자 벼슬을 버리고 낙향하여 거문고와 더불어 여생을 보낸 인물이다. 조금호는 세조 12년(1466) 무과에 급제하여 경상수군우후, 훈련부정, 첨지중추부사 등을 역임하였다. 조수천은 연산군 9년(1503)에 무과에 급제한 뒤 선전관, 함흥부사, 충청병마절도사, 경상수군절도사 등의 벼슬을 지낸 인물이다.
10기의 묘 중 조열의 묘는 길이 4.6m, 폭 3.2m, 높이 1.5m의 사각형이며, 나머지는 일반적인 원형의 묘이다. 이 묘들은 조선 초기와 중기의 묘제를 연구하는 데 중요한 자료가 된다.

## 참고 문헌
- 함안 조안 묘역 - 국가유산청 국가유산포털